# Benissanet
Benissanet – gmina w Hiszpanii, w prowincji Tarragona, w Katalonii, o powierzchni 23,17 km². W 2011 roku gmina liczyła 1280 mieszkańców.